# Ca Barbereto
Ca Barbereto és un edifici al municipi de la Fatarella (Terra Alta) catalogat a l'Inventari del Patrimoni Arquitectònic de Catalunya. El 1570 el perxe de Can Felip era una de les portes de la vila, per tant aquesta edificació fou una de les primeres situades fora vila.
Es tracta d'un edifici de planta baixa, dos pisos i golfes. Entre mitgeres, amb façana al començament del carrer de la Font, just al costat del perxe de Can Felip.
Façana amb carreus en planta baixa i primer pis i paredat vist a les plantes superiors.
Planta baixa amb accés mitjançant gran arc de mig punt dovellat. Existeix una porta adossada al perxe de Can Felip que és actualment l'accés a l'habitatge.
Obertures de la planta primera, segona i golfes centrades a totes les plantes, al lateral de l'arcada de la planta baixa.
Golfa amb dues obertures centrades respecte a la façana, amb arc rebaixat.